# الراية والغيث (مسلسل)
الراية والغيث مسلسل سوري تونسي . قديم تم إنتاجه عام 1996 .

## فريق العمل

### المخرج
- فواز عبدلكي.[2]

### الممثلين
- زيناتي قدسية
- عماد الوسلاتي
- صالح الجدي
- جيانا عيد[3]